# Friedrich Wolters

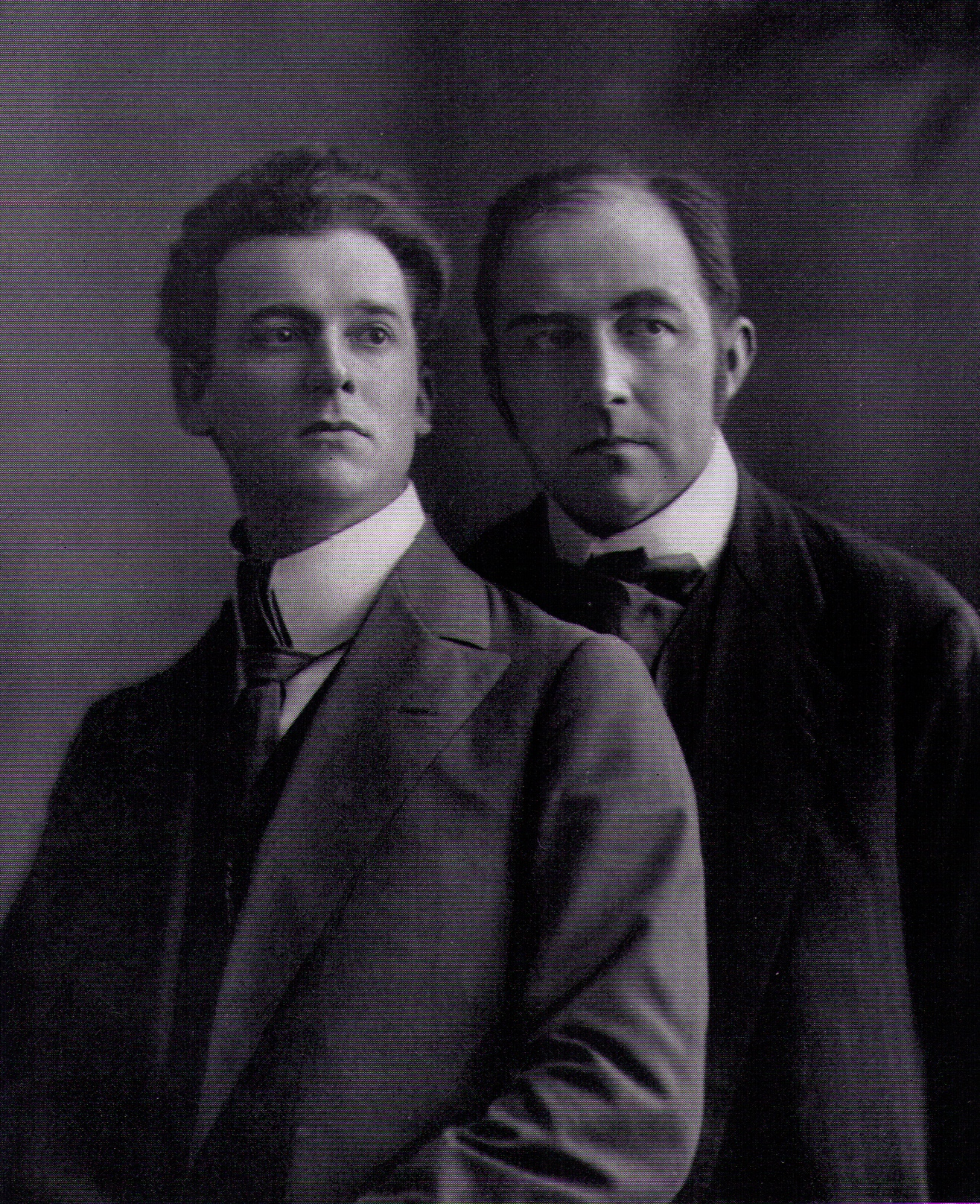
Friedrich Wolters (till vänster) med Berthold Vallentin, Bingen 1910.

Friedrich Wilhelm Wolters, född 2 september 1876 i Uerdingen, död 14 april 1930 i München, var en tysk historiker, poet och översättare. Han var en av de centrala figurerna i kretsen kring Stefan George.
Wolters huvudverk var Stefan George und die Blätter für die Kunst. Deutsche Geistesgeschichte seit 1890 (1929), ett monumentalt arbete om George-kretsen som han arbetade med från 1913. Som historiker sysslade Wolters bland annat med 1700-talets Frankrike. Han var professor i Marburg och Kiel.